# 38선
38선(삼팔선, 三八線)은 제2차 세계 대전 종전 이후 미국과 소련이 한반도의 일본군을 무장 해제시키기 위해 북위 38도를 기준으로 그은 군사분계선이다.

## 삼팔선과 한반도의 분할

### 미국 육군부 작전국의 초안
1945년 7월에 미국 육군부(현재의 미국 국방부) 작전국(OPD)에서 처음으로 연합국이 한반도를 분할 점령할 계획안을 마련했다. 이 안은 미국이 경기도 · 강원도(함경남도 원산, 안변 포함) · 충청북도 · 경상남북도를, 소련이 함경남북도(원산·안변 제외)를, 영국이 평안남북도와 황해도를, 중화민국이 충청남도와 전라남북도를 점령하는 계획이었다.

### 미국 합동전쟁계획위원회의 초안
1945년 8월 미국 합동참모본부 내 합동전쟁계획위원회(JWPC)는 '일본 주요 열도와 한국에 대한 연합국 관리 및 점령군 계획(JWPC385/1)'에서 일본 열도와 한반도에 대한 4국 분할점령 계획을 작성했다. 미국, 소련, 영국, 중화민국 4개국은 일본군을 무장해제시킨 후 서울, 청진, 원산, 평양, 군산, 제주 등 주요 전략지점에 연합군을 주둔시키고, 이후 한국이 독립할 때까지 한반도를 분할관리한다는 계획을 입안했다.
하지만 9월 22일 작성된 수정안 'JWPC385/5'에서는 38도선 분할이 확실시되어 영국과 중화민국을 배제하고 미국과 소련 양국의 분할점령안으로 바뀌었다. 'JWPC385/1'은 현실적으로 군사적 점령이 불가능하다는 미국 군부의 반대로 채택되지 않았다.

### 3부 조정위원회의 최종안
38선을 확정한 것은 미국 국무부, 육군부, 해군부 기관원의 협의체인 3부 조정위원회(SWNCC)였다. 소련군이 만주 전략공세작전을 개시한 후, 3부 조정위원회 위원장인 국무차관보 제임스 던(J. Dunn)은 1945년 8월 11일에 육군부 작전국에 소련군의 남진에 대응하여 미국이 서울과 인천을 점령하도록 하는 군사분계선을 강구하라고 지시했다.
이에 미국 육군부 작전국의 본스틸(Charles H. Bonesteel) 대령과 미 육군장관 보좌관이었던 딘 러스크(Dean Rusk) 중령은 작전국에 걸려 있던 내셔널 지오그래픽사의 벽걸이 지도에 38선을 그어본 후 38선 분할 점령안을 미국 합참과 3부 조정위원회에 보고했고, 이 안이 대통령에게 보고되어 '일반 명령 제1호'로 맥아더 사령관에게 전달되었다. 38선 분할 점령안을 미국이 제안하자 소련은 별 이의 없이 이를 받아들였고, 1945년 8월 23일 개성시까지 내려갔던 소련군은 9월 초에 38도선 이북으로 철수했다.

### 한반도의 분할
미국과 소련은 1945년 9월 북위 38도선을 경계로 한반도를 분할 점령하였다. 해주항이 위치한 해주시의 룡당포(龍塘浦)는 38도선 이남이지만, 미·소군정은 이를 38선 이북으로 간주하기로 합의하였다.
미군정은 38도선 이남의 연천군을 파주군에, 양구군을 춘천군에, 인제군을 홍천군에, 양양군을 강릉군에 편입하고, 벽성군은 해주시의 서쪽 지역을 옹진군에, 동쪽 지역을 연백군에 편입시켰다.
소련군정은 38도선 이북의 춘천군 사내면(가평군 포함)을 김화군 관할로 하였다가 화천군에 편입시켰으며, 그 밖의 춘천군 지역을 화천군에 편입시켰고, 개풍군과 장단군의 38선 이북 지역은 장풍군으로 통합하였으며, 옹진군의 38선 이북 지역은 벽성군에 편입하였다. 또, 포천군의 38선 이북 지역은 영평군으로 개칭하여 관리하다가 1946년 12월에 철원군에 편입하였다.

## 정전협정에 따른 군사분계선으로 대체

삼팔선과 현재의 군사분계선

1953년 7월 27일 발효된 한국 군사 정전에 관한 협정에 따라 설정된 군사분계선은 위도상 북위 38도 부근에 위치하고 있지만, 38선과 비교해 서쪽 경계가 남하하였고 동쪽 경계가 북상하였다. 이에 따라 38선 남서쪽의 황해도 옹진군·연백군과 경기도 개성시·개풍군은 조선민주주의인민공화국에, 38선 북동쪽의 경기도 연천군과 강원도 철원군·화천군·양구군·인제군·양양군은 대한민국에 속하게 되었다. 고성군은 남북으로 분리되었다.
38선(1945.9.2~1950.6.25)과 현재의 군사분계선(1953.7.27~)은 다르지만, 한반도 분단에 있어서 차지하는 상징성이 크고 분단의 직접적 원인이었기 때문에 현재까지도 군사분계선을 '38선'이라고 부르기도 한다.
현재도 38선은 대한민국의 행정 구역에 영향을 미치고 있다. 파주시 적성면, 양주시 남면, 홍천군 내면, 화천군 사내면은 38선 분단에 따라 소속 시군이 변경된 것이 그대로 유지되고 있고, 연천군 미산면 삼화리는 38선 분단 전과는 다른 행정 구역에 속해 있다.